# Bolearka, Korosten
Bolearka (în ucraineană Болярка) este un sat în comuna Stremîhorod din raionul Korosten, regiunea Jîtomîr, Ucraina.

## Demografie
Componența lingvistică a localității Bolearka
     Ucraineană (98,48%)
     Rusă (1,52%)
Conform recensământului din 2001, majoritatea populației localității Bolearka era vorbitoare de ucraineană (98,48%), existând în minoritate și vorbitori de rusă (1,52%).